# جوزيف إم بالدوين
جوزيف إم بالدوين (بالإنجليزية: Joseph M. Baldwin)‏ (و. 1878 – 1945 م) هو عالم فلك 
توفي عن عمر يناهز 67 عاماً.

## التعليم
تعلم في جامعة ملبورن